# Nina Dorliak
Nina L'vovna Dorliak (São Petersburgo, Rússia, 7 de julho de 1908 — Moscou, 17 de maio de 1998) foi uma cantora russa.
Ela era filha de uma renomada cantora, Ksenya Dorliak, professora do Conservatório de Moscou. Ela aprendeu a arte da lírica nesse conservatório com a sua mãe. Sua carreira iniciou-se em 1935, como uma cantora de câmara. Em 1947, ela tornou-se professora do Conservatório de Moscou. Suas mais famosas pupilas são Galina Pissarenko e Elela Bryleva.
Dorliak fez várias apresentações na Rússia e no exterior, a maioria de repertório de canto de câmara, nos quais interpretava compositores italianos como Scarlatti, franceses como Debussy, e principalmente russos, como Mikhail Glinka, Mussorgsky, Rachmaninov, Prokofiev e Shostakovich.
Em 1946, ela conheceu Sviatoslav Richter e tornou-se a sua companheira pelo resto de sua vida. Ela acompanhou Richter na sua complexa vida e na sua carreira de mais de 50 anos, socorrendo-o até o seu leito de morte. Após a morte do companheiro, em 1 de agosto de 1997, ela não suportou viver muitos meses sem o parceiro, e faleceu em 17 de maio de 1998.
Ela deixou um legado de várias gravações, com duo com Sviatoslav Richter também, com quem cantou músicas de Schumann, Prokofiev e Mussorgsky.

De acordo com o seu testamento, todos os seus objetos artísticos de sua casa (pinturas, livros, instrumentos musicais) foram doadas ao Museu Moscow Puskin.